# Torre Inbisa
La Torre Inbisa es un rascacielos situado en la localidad de Hospitalet de Llobregat (Barcelona, España). Inbisa es el nombre de una empresa inmobiliaria de Barcelona, promotora del edificio. El edificio se acabó de construir en 2010, tiene 25 plantas y consigue una altura de 104 metros. Está situado en la céntrica Plaça d'Europa, número 9. El edificio fue diseñado, y dirigidas las obras, por el arquitecto Nicanor García.